# Hammarstrands kommunblock
Hammarstrands kommunblock var ett tidigare kommunblock i Jämtlands län.

## Administrativ historik
Den 1 januari 1964 grupperades Sveriges 1006 dåvarande kommuner i 282 kommunblock som en förberedelse inför kommunreformen 1971. Hammarstrands kommunblock bildades då av landskommunerna Fors, Ragunda och Stugun. Kommunblocket hade vid bildandet 10 089 invånare.
1967 delades kommunblocken in i A-regioner och Hammarstrands kommunblock kom då att tillhöra Östersunds a-region.
1973 bytte kommunblocket namn för att istället heta Ragunda kommunblock.
1974 bildades "blockkommunen" Ragunda av kommunerna i området och kommunblocket upplöstes.